# FK Transinvest
Maillots
Le FK Transinvest est un club de football lituanien basé dans le village de Galinė (lt), dans le district de Vilnius.

## Histoire
En décembre 2021, un nouveau club, le FK Transekspedicija, fondé par la société de transport de marchandises du même nom, fait une demande de licence pour évoluer en troisième division.
L'équipe intègre le championnat de troisième division en 2022 sous le nom de FK Transinvest, avec des joueurs principalement venus du VGTU Vilkai.
Le 28 janvier 2022, le club joue un match amical contre le FK Utenis et s'impose sur le score de 6-3.
Le club fait ses débuts en troisième division le 3 avril 2022, à domicile contre l'équipe B du FK Sūduva, au stade Širvintos, et s'impose sur le score de 5 buts à 3.
Le 20 mai 2022, le club s'impose contre l'équipe B du FC Džiugas sur un score record de 16-0 au stade municipal de Širvintos,.
Le club est sacré champion de Lituanie de troisième division 2022.
Le club obtient sa licence pour évoluer en deuxième division en 2023 et intègre notamment dans son effectif Linas Pilibaitis. Le 9 septembre 2023, le FK Transinvest bat le FC Džiugas sur le score de 1-0 en demi-finale de la Coupe de Lituanie et atteint donc pour la première fois la finale de cette compétition, Valentinas Jeriomenka marquant le but vainqueur dans les dernières minutes du match. Le 1er octobre 2023, le club remporte la finale de la Coupe de Lituanie, au stade S.-Darius-et-S.-Girėnas de Kaunas, en s'imposant sur le score de 2-1 contre le FA Šiauliai en finale ; pour la première fois dans l'histoire du football lituanien, un club de division inférieure remporte la Coupe de Lituanie. Vingt jours plus tard, le club est sacré 
champion de deuxième division.

## Bilan sportif

### Palmarès
- Coupe de Lituanie
  - Vainqueur : 2023
- Supercoupe de Lituanie de football
  - Finaliste : 2024
- Championnat de Lituanie de deuxième division
  - Champion : 2023[9].
- Championnat de Lituanie de troisième division
  - Champion : 2022

### Bilan européen
Légende
- Victoire ou qualification pour le tour suivant
- Match nul
- Défaite ou élimination de la compétition

Note : dans les résultats ci-dessous, le score du club est toujours donné en premier
| Saison    | Compétition      | Tour            | Club           | Domicile | Extérieur | Total |
| --------- | ---------------- | --------------- | -------------- | -------- | --------- | ----- |
| 2024-2025 | Ligue Conférence | Deuxième tour Q | Mladá Boleslav | 0 - 1    | 0 - 2     | 0 - 3 |

## Effectif professionnel actuel
2025 (alyga.lt / FK Transinvest)
| 79 | Drapeau de l'Ukraine   | G | Serhii Melašenko     |  |  |  |  |  |
| 89 | Drapeau de la Lituanie | G | Ernest Černiavskij   |  |  |  |  |  |
|    |                        |   |                      |  |  |  |  |  |
| 2  | Drapeau de la Lituanie | D | Arminas Čivilis      |  |  |  |  |  |
| 5  | Drapeau de la Lituanie | D | Ričardas Šveikauskas |  |  |  |  |  |
| 9  | Drapeau de l'Ukraine   | M | Artem Radchenko      |  |  |  |  |  |
| 22 | Drapeau de la Lituanie | D | Deividas Volodkevič  |  |  |  |  |  |
| 40 | Drapeau de la Slovénie | D | Žan Flis             |  |  |  |  |  |
| 55 | Drapeau de la Lituanie | D | Erlandas Juška       |  |  |  |  |  |
|    |                        |   |                      |  |  |  |  |  |

| 7  | Drapeau de la Lituanie | M | Martynas Valukonis      |  |  |  |  |  |
| 12 | Drapeau de la Lituanie | M | Ignas Kaškelevičius     |  |  |  |  |  |
| 14 | Drapeau du Japon       | M | Yoichi Kawachi          |  |  |  |  |  |
| 20 | Drapeau de la Lituanie | M | Povilas Kiselevskis     |  |  |  |  |  |
| 29 | Drapeau de la Lituanie | M | Kajus Bička             |  |  |  |  |  |
| 77 | Drapeau de la Lituanie | M | Linas Pilibaitis (kap.) |  |  |  |  |  |
|    | Drapeau de la Lituanie | M | Andrius Kazakevičius ✔️ |  |  |  |  |  |
|    |                        |   |                         |  |  |  |  |  |
| 96 | Drapeau de la Lituanie | A | Gustas Jarusevičius     |  |  |  |  |  |
|    |                        |   |                         |  |  |  |  |  |